# Jacob Barsøe
Jacob Barsøe (ur. 21 września 1988 w Vejle) – duński wioślarz, brązowy medalista olimpijski, mistrz świata.

## Osiągnięcia
- Mistrzostwa świata juniorów – Amsterdam 2006 – ósemka – 11. miejsce
- Mistrzostwa Europy – Ateny 2008 – czwórka bez sternika wagi lekkiej – 7. miejsce
- Mistrzostwa świata – Poznań 2009 – dwójka bez sternika wagi lekkiej – 6. miejsce
- Mistrzostwa Europy – Montemor-o-Velho 2010 – ósemka wagi lekkiej – 2. miejsce
- Mistrzostwa świata – Bled 2011 – czwórka bez sternika wagi lekkiej – 5. miejsce
- Igrzyska olimpijskie – Londyn 2012 – czwórka bez sternika wagi lekkiej – 3. miejsce
- Mistrzostwa Europy – Sewilla 2013 – czwórka bez sternika wagi lekkiej – 1. miejsce
- Mistrzostwa świata – Chungju 2013 – czwórka bez sternika wagi lekkiej – 1. miejsce
- Mistrzostwa Europy – Belgrad 2014 – czwórka bez sternika wagi lekkiej – 1. miejsce
- Mistrzostwa świata – Amsterdam 2014 – czwórka bez sternika wagi lekkiej – 1. miejsce